# Arthur Hübner (Germanist)

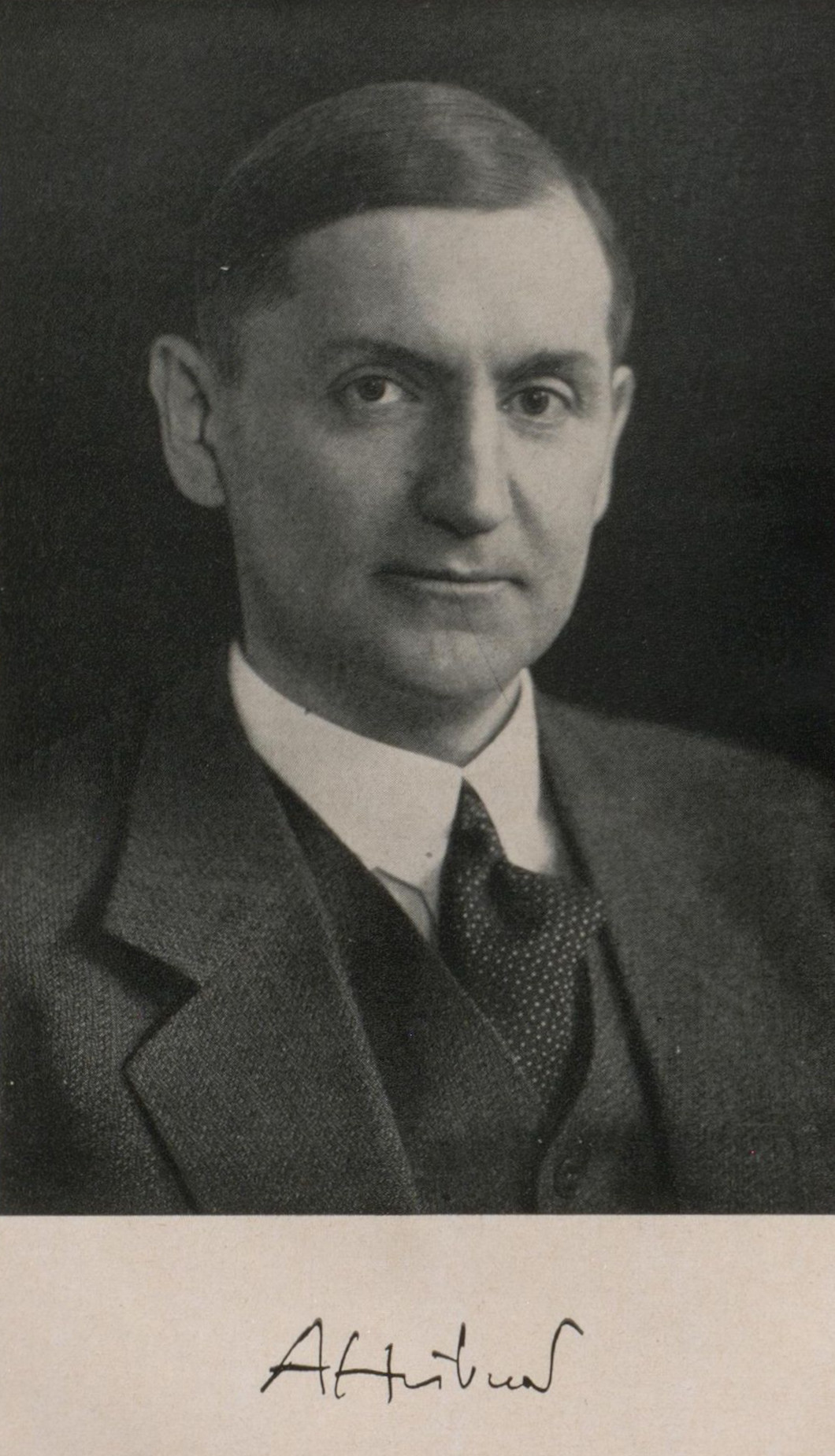
Arthur Hübner

Arthur Willibald Hübner (* 17. September 1885 in Neudamm, Kreis Königsberg in der Neumark; † 9. März 1937 in Berlin) war ein deutscher Germanist und Hochschullehrer. 

## Leben
Hübner studierte von 1904 bis 1909 Germanistik und Klassische Philologie an den Universitäten Graz und Berlin. 1910 promovierte er in Berlin bei Gustav Roethe zum Dr. phil., die Habilitation erfolgte 1913 ebenfalls am Germanischen Seminar in Berlin. Anschließend arbeitete Hübner dort als Privatdozent, bis zu seiner Einberufung 1915 zum Ersten Weltkrieg, in dem er mehrfach verletzt und einmal auch verschüttet wurde.
Nach dem Ersten Weltkrieg wurde Hübner 1918 außerordentlicher Professor für Germanistik in Berlin, 1924 wurde Ordinarius für Altgermanistik in Münster, wo er auch volkskundliche Vorlesungen hielt. Ab 1927 war Hübner, als Nachfolger Roethes, ordentlicher Professor für Deutsche Philologie an der Universität Berlin, ab 1932 Mitglied der dortigen Preußischen Akademie der Wissenschaften. Im Jahr 1925 wurde Hübner zum ordentlichen Mitglied der Historischen Kommission für Westfalen gewählt, aus der er 1927 ausschied. Während der Zeit des Nationalsozialismus stellte sich Hübner gegen den von der SS gestützten Herman Wirth und demaskierte die von Wirth wieder für echt erklärte Ura-Linda-Chronik endgültig als Fälschung. Selbst war Hübner jedoch ebenfalls ein starker Befürworter des NS-Systems und seiner ideologisch-politischen Ziele.

## Veröffentlichungen
- Daniel, eine Deutschordendichtung. Mayer & Müller, Berlin 1911.
- Die Mundart der Heimat. Hirt, Breslau 1924.
- Arndt und der deutsche Gedanke. H. Beyer & Söhne, Langensalza 1925.
- Die Lieder der Heimat. Hirt, Breslau 1926.
- Die deutschen Geisslerlieder. Studien zum geistlichen Volksliede des Mittelalters. De Gruyter, Berlin 1931.
- Goethe und die deutsche Sprache. Beyer, Langensalza 1933.
- Herman Wirth und die Ura-Linda-Chronik. De Gruyter, Berlin 1934.
- Grundsätze für die Herausgabe und Anweisungen zur Druckeinrichtung der Deutschen Texte des Mittelalters, Neue Fassung. In: Hans Neumann (Hrsg.): Johannes Rothe, Das Lob der Keuschheit. Nach C. A. Schmids Kopie einer verschollenen Handschrift. Berlin 1934, S. V–IX (= Deutsche Texte des Mittelalters. Band 38).
- Zur Überlieferung des „Ackermanns aus Böhmen“. De Gruyter, Berlin 1937.